# Casba de Beni Melal
La Casba de Beni Melal (en árabe: قصبة بني ملال), también conocida como Borj Ras el Ain, es una casba situada en Beni Melal, Marruecos. Fue construida originalmente por el sultán alauí Ismaíl para proteger la ciudad de los invasores. Es un monumento clasificado por el Ministerio de Cultura de Marruecos.

## Galería

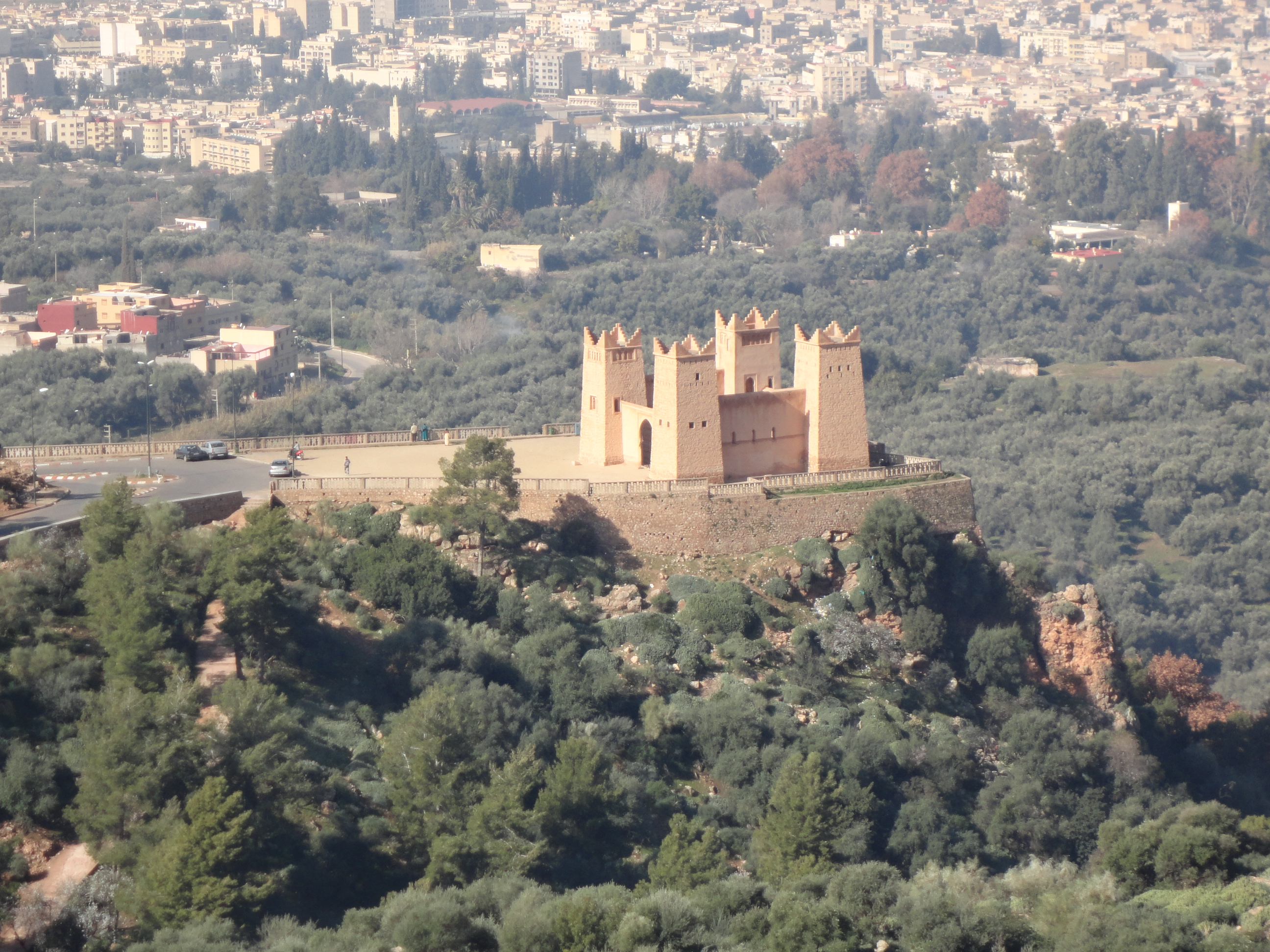
La casba con vistas a la ciudad de Beni Mellal.
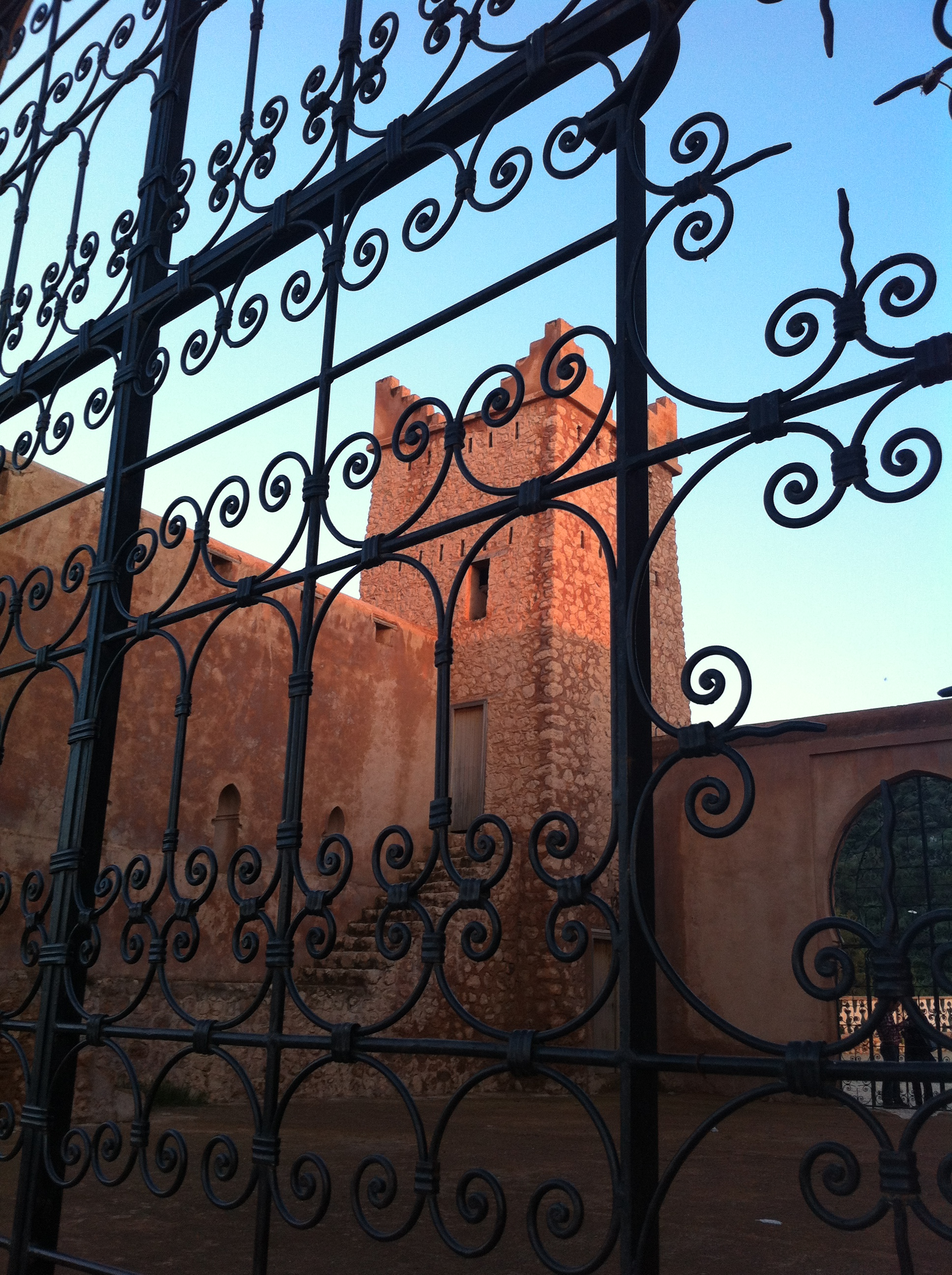
Vista del interior de la casba.
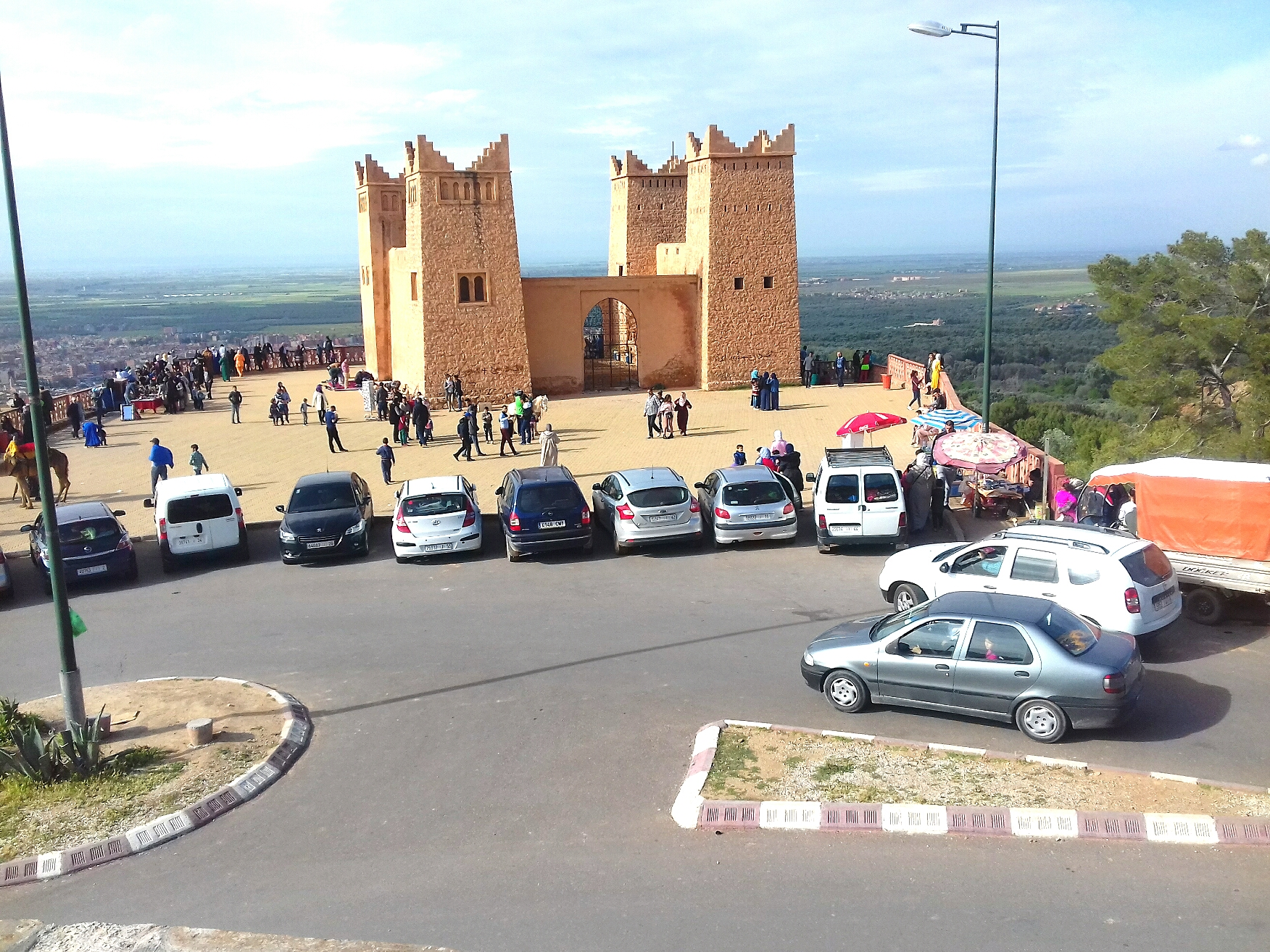
Aparcamiento frente a la casba.